# Asclepias fimbriata
Asclepias fimbriata är en oleanderväxtart som beskrevs av Weimarck. Asclepias fimbriata ingår i släktet sidenörter, och familjen oleanderväxter. Inga underarter finns listade i Catalogue of Life.